# Oberappellationsgericht Wolfenbüttel
Das Oberappellationsgericht Wolfenbüttel war ab 1817 das gemeinsame Oberappellationsgericht des Herzogtums Braunschweig und der Fürstentümer Waldeck-Pyrmont, Lippe und Schaumburg-Lippe mit Sitz in Wolfenbüttel; es wurde 1855 aufgelöst.

## Gründung
Artikel 12 der Bundesakte von 1815 verpflichtete die Bundesstaaten, Oberappellationsgerichte als dritte und letzte Instanz in Zivil- und Strafsachen einzurichten. Für jeden Bundesstaat sollte es wenigstens ein solches Gericht geben; Bundesstaaten mit weniger als 300.000 Einwohnern sollten mit anderen Bundesstaaten oder mit ihnen verwandten Häusern gemeinsam ein derartiges Gericht bilden.
Nach längeren Verhandlungen wurde zwischen den beteiligten Staaten die Einrichtung des Oberappellationsgerichts in Wolfenbüttel beschlossen, das am 2. Januar 1817 eröffnet wurde. Wolfenbüttel war auch Sitz des braunschweigischen Landesgerichts und war zuvor auch Sitz des Hofgerichts gewesen.
Das Oberappellationsgericht war mit einem Präsidenten, 5 Oberappellationsgerichtsräten und 2 Oberappellationsgerichtssekretären besetzt. Davon stellten Waldeck-Pyrmont und Schaumburg-Lippe jeweils abwechselnd einen Oberappellationsgerichtsrat und Lippe einen weiteren; das restliche Personal wurde von Braunschweig benannt. Erster Präsident wurde Wilhelm Karl Ferdinand von Schleinitz.
Bekannte Richter dieses Gerichts waren Friedrich Karl von Strombeck für Lippe, Wilhelm Karl Ferdinand von Schleinitz 1817–1827 und 1831–1837 für Braunschweig, weiter Gottfried Philipp von Bülow, Johann Friedrich Ludwig Günther, Eduard Trieps.

## Auflösung
Mit dem Braunschweiger Gerichtsverfassungsgesetz von 1850 regelte das Herzogtum Braunschweig, dass das Oberappellationsgericht in Wolfenbüttel nicht mehr für Braunschweig zuständig sein sollte, und setzte das herzogliche Obergericht als höchste Instanz ein. Auch Waldeck errichtete bereits 1850 ein eigenes Obergericht und löste die Verbindung zum Oberappellationsgericht auf. Nachdem 1855 auch das Fürstentum Lippe eine eigene Oberappellationskommission geschaffen hatte, wurde im Oktober 1855 das Oberappellationsgericht Wolfenbüttel aufgehoben. Für Schaumburg-Lippe war nun der erste Senat des herzoglichen Obergerichtes zuständig.
Ein großer Teil der Bibliothek des Oberappellationsgerichtes Wolfenbüttel befindet sich heute in der Herzog August Bibliothek (HAB).

## Richter

### Präsidenten
- Wilhelm von Schleinitz (1817–1827) und (1831–1837)
- Heinrich Wilhelm Benjamin Weitenkampf (1837–1841)
- Friedrich Karl von Strombeck (1843–1846)
- Johann Friedrich Ludwig Günther (1846–1854)

### Räte
- Johann Hermann August Capaun-Karlowa (1867–1875)
- Gottfried Philipp von Bülow (1817–1819)

## Rechtsgrundlagen
- Neue Oberappellationsgerichtsordnung. Waldeck-Pyrmont vom 1. Mai 1838, Fürstlich-Waldeckisches Regierungsblatt, Band 28, 1838, S. 11–49, (online).